# The Patsy (1928)

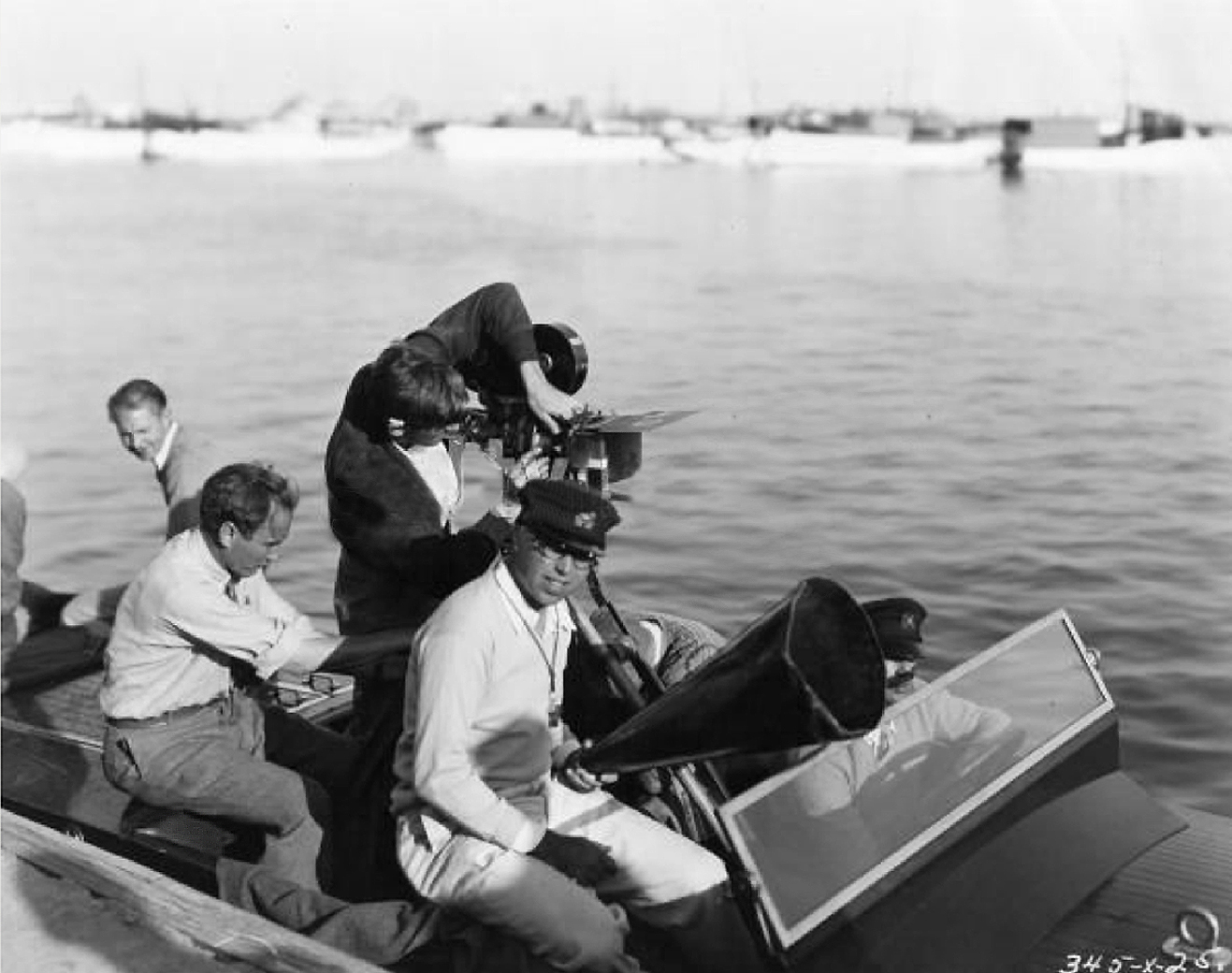
Regisseur King Vidor en cameraman op een speedboat tijden de opnames van The Patsy

The Patsy is een Amerikaanse screwball-komedie uit 1928 onder regie van King Vidor. Destijds werd de film uitgebracht onder de titel De list van Patsy.

## Verhaal
Patricia Harrington woont samen met haar ouders en haar zus. Haar zus heeft een aantrekkelijke vriend en de liefde van hun moeder. Patricia is verliefd op de vriend van haar zus en tracht de aandacht van haar moeder te krijgen.

## Rolverdeling
| Acteur           | Personage           |
| ---------------- | ------------------- |
| Marion Davies    | Patricia Harrington |
| Orville Caldwell | Tony Anderson       |
| Marie Dressler   | Moeder Harrington   |
| Lawrence Gray    | Billy Caldwell      |
| Dell Henderson   | Vader Harrington    |
| Jane Winton      | Grace Harrington    |